# Claudine (Film)
Claudine ist eine US-amerikanische Liebeskomödie aus dem Jahr 1974 unter der Regie von John Berry. Der Film kam am 22. April 1974 in die Kinos und spielte etwa 6 Millionen Dollar ein, ein bescheidener Erfolg für die damalige Zeit. Er wurde dafür gelobt, dass er eine neue Dimension des schwarzen Kinos in der Blütezeit der Blaxploitation aufzeigte.

## Handlung
Der Film erzählt die Geschichte von Claudine Price, einer alleinerziehenden schwarzen Mutter aus Harlem, die mit ihren sechs Kindern von der Wohlfahrt lebt und sich in den Müllmann Rupert „Roop“ Marshall verliebt. Ihre Beziehung wird erschwert durch ihre Armut, die Einschränkungen des Sozialsystems und die Feindseligkeit ihrer Kinder, insbesondere ihres ältesten Sohnes Charles, der glaubt, dass Roop seine Mutter verlassen wird, wie es ihre früheren Ehemänner getan haben. Als Rupert in Claudines schäbige Wohnung eingeladen wird, verhalten sich die Kinder ihm gegenüber unhöflich und vulgär.
Während des gesamten Films besucht Miss Kabak, eine Sozialarbeiterin, Claudine in ihrer Wohnung und fragt sie, ob sie eine Arbeit habe und ob sie mit jemandem zusammen sei. Claudine gibt immer an, arbeitslos und alleinstehend zu sein, um die maximale Sozialhilfe zu erhalten, die sie dringend benötigt. Wenn Claudine einen Job hat oder mit jemandem zusammen ist und Geschenke von ihrem Freund erhält, muss die Sozialarbeiterin das Geld oder die Geschenke von ihren Leistungen abziehen und Claudine so zur Lüge zwingen. Einen Ehemann zu haben, wäre noch schlimmer und würde dazu führen, dass sie ihre Leistungen ganz verliert. Claudine hat einen Job als Haushälterin, aber ihr geringer Lohn reicht nicht aus, um die Familie ohne Sozialhilfe zu ernähren. Zu Claudines Stress und finanziellen Problemen kommt hinzu, dass ihre Tochter im Teenageralter von einem jungen Mann schwanger wird, der keine Aussicht hat, sich um sie und das Kind zu kümmern.
Trotz dieser Probleme geht die Beziehung zwischen Claudine und Roop weiter, und die Kinder finden Gefallen an ihm. Kurz bevor er den Kindern seine Verlobung mit Claudine ankündigen will, erhält Rupert einen Gerichtsbeschluss wegen unzureichender Unterhaltszahlungen für seine eigenen Kinder; sein Gehalt wird gepfändet, um die Differenz zu begleichen. Rupert ist so aufgebracht, dass er für einige Tage verschwindet und den Kontakt zu allen verliert. Er zieht aus seiner Wohnung aus, kommt nicht zur Arbeit und auch nicht zur Vatertags-Feier, die die Kinder für ihn vorbereitet haben. Charles findet Roop schließlich betrunken in einer Bar und stellt ihn zur Rede. Charles ist wütend auf Rupert, weil er seine Mutter ohne Erklärung verlassen hat, und die beiden geraten in der Bar in eine Schlägerei. Später taucht Rupert bei Claudine auf, erklärt seine Abwesenheit und die beiden versöhnen sich.
Nach einigen Schwierigkeiten und Diskussionen über finanzielle Fragen im Zusammenhang mit der Sozialhilfe beschließt das Paar zu heiraten. Mitten in der Hochzeit läuft Charles in die Wohnung und wird von der Polizei verfolgt, weil er an einer politischen Demonstration teilgenommen hat. Das Paar und die anderen Kinder rennen Charles hinterher, verlassen die Feier und steigen in den Polizeiwagen. Der Film endet fröhlich damit, dass die ganze Familie und Rupert Hand in Hand durch die Nachbarschaft spazieren.

## Themen

### Sozialhilfe und Beschäftigung
Im Film erhält Claudine finanzielle Unterstützung von der staatlichen Sozialhilfe. Sie bekommt kaum genug Geld, um sich und ihre sechs Kinder, die in einem Slum in Harlem leben, mit dem Nötigsten zu versorgen. Claudine arbeitet als Haushälterin für eine weiße Frau aus der oberen Mittelschicht, verheimlicht dies aber, damit ihr die Unterstützung nicht gekürzt wird. Der ständige Kampf einer in Armut lebenden Familie zieht sich wie ein roter Faden durch den Film.

### Heirat und Familienleben
Claudine muss sich entscheiden zwischen den Leistungen, die ihre Familie dringend benötigt, und ihrem Wunsch, mit Roop eine neue Familie zu gründen. Sie entscheidet sich dafür, eine alleinerziehende Mutter zu sein, weil die Regeln der staatlichen Hilfsprogramme wie AFDC (Aid to Families with Dependent Children) das so vorschreiben[3] Eine Heirat würde ihr und ihrer Familie Liebe und Stabilität bringen, aber auch bedeuten, dass ihr derzeitiges Einkommen unter dem liegt, was sie brauchen. Dies ist eines der Hauptthemen des Films, der zeigt, dass diese Mutter entgegen dem Klischee der „Welfare Queen“ weder faul noch promiskuitiv ist, sondern sich in einer schwierigen Situation befindet.

### Systemische wirtschaftliche Ungleichheit
Das dritte Thema, das im Film auftaucht, ist die Wohlfahrt und die schwarze Gemeinschaft als Ganzes. Das Sozialhilfesystem ist ein ständiges Gesprächsthema im Film, das manchmal komisch, manchmal ernsthaft behandelt wird. Sogar Claudines jüngere Kinder wissen, was Sozialhilfe ist und fragen Rupert, ob er Unterstützung bekommt. Neben Rupert ist Charles, Claudines ältester Sohn, die einzige Person, die sich klar gegen das Sozialsystem ausspricht. Charles ist Mitglied einer Aktivistengruppe, die sich für soziale Gerechtigkeit für Schwarze einsetzt. Obwohl er weiß, dass es für Frauen wie seine Mutter ein harter Kampf ist, sich aus Armut und Abhängigkeit zu befreien, ist Charles gegen das Sozialsystem, weil es seiner Meinung nach Passivität fördert und Eigenverantwortung verhindert. Charles glaubt, dass mehr Beschäftigungsmöglichkeiten für Schwarze geschaffen werden müssen, damit sie Geld verdienen und das Sozialsystem verlassen können.

## Produktion

### Dreharbeiten
Die Dreharbeiten für den Film begannen im August 1973. Der Drehort befand sich im Harlemer Stadtteil Sugar Hill; Claudines Wohnung lag in der Nähe der Edgecombe Avenue und der 142. Straße. Die letzte Einstellung, in der Claudine und ihre Familie mit Rupert spazieren gehen, wurde einige Wochen nach Abschluss der Hauptaufnahmen gedreht. Der Schauspieler Ivan Dixon, bekannt aus Ein Käfig voller Helden und Car Wash – Der ausgeflippte Waschsalon, ist gegen Ende des Films in der Menge zu sehen, die Claudine folgt, als sie in den Polizeiwagen steigt. Dixon war ein langjähriger Freund von Diahann Carroll und James Earl Jones.

### Besetzung
Ursprünglich war die Schauspielerin Diana Sands für die Rolle der Claudine vorgesehen, doch nach nur einer Woche Dreharbeiten erkrankte Sands und konnte nicht mehr weitermachen. Kurz vor ihrem Tod rief Sands Carroll an und bestand darauf, dass sie die Rolle an ihrer Stelle übernehme. Auch Cicely Tyson lehnte die Rolle der Claudine ab.

### Soundtrack
Curtis Mayfield schrieb und produzierte die Filmmusik und den Soundtrack, gesungen von Gladys Knight & the Pips. Der Soundtrack zu Claudine erschien auf Buddah Records, dem Plattenlabel der Gruppe, und „On & On“, der Titelsong des Films, war 1974 ein Nummer-5-Hit für Knight & the Pips in den Billboard Hot 100.

## Einspielergebnis
Der Film spielte in Nordamerika 3 Millionen US-Dollar ein.

## Kritiken
Vincent Canby von der New York Times schrieb, „Claudine sei zwar nicht weit von einer typischen TV-Sitcom entfernt, aber eine amerikanische Komödie der Spitzenklasse, die einem populären Genre Statur verleihe. Der Unterschied zwischen ihr und Dutzenden von Fernsehkomödien ist der Unterschied im Interesse, ganz zu schweigen vom Talent. Es ist auch der erste große Film über das Leben von Schwarzen, der die Hoffnungen, Kämpfe, Niederlagen und Frustrationen von Schwarzen thematisiert, die keine Supercops, Supermusiker, Superstuds, Superzuhälter oder Superpusher sind.“
Gene Siskel von der Chicago Tribune gab dem Film drei von vier Sternen und schrieb: „Carroll und Jones sind vollendete Schauspieler, die der Geschichte Leben und Glaubwürdigkeit verleihen. Ihre Begegnung ist witzig und zärtlich; man kann nicht anders, als zu wünschen, dass sie zusammen bleiben.“
Charles Champlin von der Los Angeles Times nannte den Film „einen fesselnden und effektiven Film, der es irgendwie schafft, gleichzeitig als übermütige romantische Komödie und als fiktionalisierter Dokumentarfilm zu existieren, düster und wütend in seinen Implikationen.“
Penelope Gilliatt vom New Yorker nannte ihn „einen liebenswerten Film, traurig und ausgelassen, voller Mut.“
Gary Arnold von der Washington Post lobte Jones für ihre „verspielte, gewinnende Darstellung“, fand aber, der Film sei „eine Mischung aus Situationskomödie und romantischer Komödie, häuslichem und romantischem Melodram und einem eher großspurigen Sozialkommentar, in dem die Handlung unterbrochen wird, um der einen oder anderen Figur die Gelegenheit zu geben, eine Stellungnahme aus der Brust der Autoren zu ziehen“.
Tom Milne vom The Monthly Film Bulletin kritisierte den Film für seine „herablassende Haltung gegenüber den Schwarzen, die in Wirklichkeit genau so sind wie wir“, und erklärte: "Ersetze die schwarzen Schauspieler durch weiße, mildere die modisch freizügigen Situationen ein wenig ab, und der Film wird genau wie einer dieser ewigen Disney-Filme über glückliche Familien und die Schwierigkeiten, in dieser problematischen Welt zu leben und zu lieben.

## Auszeichnungen
| Auszeichnungen                 | Kategorie                                      | Nominierten                                    | Resultat  |
| ------------------------------ | ---------------------------------------------- | ---------------------------------------------- | --------- |
| Oscar                          | Beste Hauptdarstellerin                        | Diahann Carroll                                | Nominiert |
| Golden Globe Award             | Bester Hauptdarsteller – Komödie oder Musical  | James Earl Jones                               | Nominiert |
| Golden Globe Award             | Beste Hauptdarstellerin – Komödie oder Musical | Diahann Carroll                                | Nominiert |
| Golden Globe Award             | Best Original Song – Motion Picture            | „On and On“ Musik und Text bei Curtis Mayfield | Nominiert |
| NAACP Image Award              | Bester Hauptdarsteller                         | James Earl Jones                               | Gewonnen  |
| NAACP Image Award              | Beste Hauptdarstellerin                        | Diahann Carroll                                | Gewonnen  |
| Writers Guild of America Award | Best Comedy – Written Directly for the Screen  | Lester Pine and Tina Pine                      | Nominiert |